# Міхнов Олексій Павлович
Олексій Павлович Міхнов (рос. Алексей Павлович Михнов; нар. 31 серпня 1982, м. Київ, СРСР) — російський хокеїст українського походження, лівий/правий нападник. Виступає за «Металург» (Жлобин) у Білоруський екстралізі.
За походженням — українець. Вихованець хокейної школи «Сокіл» (Київ). Виступав за ХК МВД/ТХК (Твер), ЦСКА-2 (Москва), «Салават Юлаєв» (Уфа), «Динамо» (Москва), «Сибір» (Новосибірськ), «Локомотив» (Ярославль), «Едмонтон Ойлерс», «Вілкс-Барре/Скрентон Пінгвінс» (АХЛ), «Металург» (Магнітогорськ), «Атлант» (Митищі), «Автомобіліст» (Єкатеринбург), «Югра» (Ханти-Мансійськ), «Нафтохімік» (Нижньокамськ), «Чиксереда», «Сєвєрсталь» (Череповець).
У чемпіонатах НХЛ — 2 матчі (0+0).
У складі збірної Росії учасник чемпіонату світу 2006 (7 матчів, 4+2).
Брат: Андрій Міхнов.